# NGC 7318B
NGC 7318B (també coneguda com a UGC 12100 o PGC 69263) és una galàxia espiral a uns 300 milions d'anys llum de distància, en la constel·lació del Pegàs. Membre del famós Quintet d'Stephan, aquesta galàxia està en procés de col·lisió.
El Telescopi Espacial Spitzer va revelar la presència d'una enorme ona de xoc intergalàctica, que es mostra pel verd de l'arc magnífic a la foto. L'ona està produïda per una galàxia caient en una altra a milions de quilòmetres per hora. Com NGC 7318B xoca amb NGC 7318A, hi ha difusió de gasos en tot el cúmul; els àtoms d'hidrogen s'escalfen en l'ona de xoc, la qual cosa produeix la resplendor verda. És una de les formes més turbulentes que s'han vist entre les produïdes per hidrogen molecular. Aquest fenomen va ser descobert per un equip internacional de científics de l'Institut Max Planck de Física Nuclear (MPIK), situat a Heidelberg. El més notable és el fet que aquest xoc pot ajudar a proporcionar una visió del que va ocórrer en els inicis de l'univers fa 10 milions d'anys, quan es calcula que aquest es va formar.